# داربازی

نمونه‌ای از بازی. در اینجا واژه موردنظر Wikipedia است.

دار بازی (اعدامی/ هَنگمَن) نوعی بازی حدس زدنی و قلم‌کاغذی است که دو نفر یا بیشتر بازی می‌کنند و به عنوان بازی آموزشی برای زبان آموزان نیز کاربرد دارد. در این بازی، یکی از بازیکن‌ها (یا گروه‌ها) کلمه‌ای انتخاب می‌کند. طرف دیگر باید با حدس زدن حروف، به آن کلمه دست پیدا کند. با هر حدس نادرست، یکی از اعضای بدن آدمک آویزان که نماد بازیکن حدس زننده است رسم می‌شود و او یک گام به دار زدن نزدیک می‌گردد. بازی می‌تواند به‌گونه‌ای طراحی شود که در شش مرحله به اتمام برسد، البته می‌توان به تعداد مراحل افزود، که برای سطوح ساده‌تر است، اما نُرم بازی، شش مرحله‌ای است. 

مراحل کشیدن دار

## یک بازی نمونه
بازیِ نمونه زیر نشان می‌دهد چگونه یک بازیکن تلاش می‌کند واژه Hangman را با استراتژی‌ای صرفاً بر اساس فراوانی حروف حدس بزند:
| کلمه:       | _ _ _ _ _ _ _ |
| حدس:        | E             |
| حدس نادرست: |               |

| کلمه:       | _ _ _ _ _ _ _ |
| حدس:        | T             |
| حدس نادرست: | e             |

| کلمه:       | _ _ _ _ _ _ _ |
| حدس:        | A             |
| حدس نادرست: | e,t           |

| کلمه:       | _ A _ _ _ A _ |
| حدس:        | O             |
| حدس نادرست: | e,t           |

| کلمه:       | _ A _ _ _ A _ |
| حدس:        | I             |
| حدس نادرست: | e,o,t         |

| کلمه:       | _ A _ _ _ A _ |
| حدس:        | S             |
| حدس نادرست: | e,i,o,t       |

| کلمه:       | _ A _ _ _ A _ |
| حدس:        | N             |
| حدس نادرست: | e,i,o,s,t     |

| کلمه:       | _ A N _ _ A N |
| حدس:        | H             |
| حدس نادرست: | e,i,o,s,t     |

| کلمه:       | H A N _ _ A N |
| حدس:        | R             |
| حدس نادرست: | e,i,o,s,t     |

| کلمه:       | H A N _ _ A N |
| حدس:        |               |
| حدس نادرست: | e,i,o,r,s,t   |

در این بازی حدس‌زننده باخت. پاسخ Hangman بود